# Ексохи (Кавала)
Ексохи (грч. Εξοχή) је насељено место у  општини Кушница у периферији Источна Македонија и Тракија, Грчка. Према попису из 2021. године било је 125 становника.
Према бугарском географу и историчару, Василу Канчову, у Ексохију је 1900. године живело 350 Турака. Двадесетих година 20. века турско становништво је принудно исељено у Турску а на њихово место су насељене грчке избегличке породице, којих је на попису из 1928. године било 243. Село се раније звало Топљан или Товљани.